# Olympus E-620
L'Olympus E-620  (Olympus Evolt E-620 a Amèrica del Nord) és una càmera rèflex digital amb un sensor Live MOS de dotze megapíxels fabricada per Olympus i adherida al sistema Four Thirds, per la qual cosa és compatible amb altres objectius del mateix sistema.

## Característiques
Aquesta càmera combina les característiques de l'Olympus E-520 (estabilització d'imatge), l'E-420 (mida petita) i l'E-30 (sensor de 12 Mpx, LCD articulada i autofocus millorat).
La càmera la comercialitzava Olympus com la DSLR més petita del món amb estabilitzador d'imatge integrat. Té una mida de 130 mm × 94 mm × 60 mm i pesa 500g amb la bateria.
Com amb totes les càmeres Four Thirds, té un factor de retall de 2
A més de vendre's només com a cos de càmera, l'E-620 estava disponible amb tres configuracions d'objectius:
- Zuiko 14-42mm f/3,5-5,6
- Zuiko 14-42mm i el Zuiko 40-150mm f/4-5,6
- Zuiko 25mm f/2.8 pancake

A diferència de l'E-420 i l'E-520, per aquest model existeix una empunyadura de bateria dissenyada per Olympus, l'HLD-5. L'E-620 també té la seva pròpia carcassa submarina, la PT-E06, submergible fins a 40 metres.

## E-600
L'agost de 2009, Olympus va anunciar una versió de lleugerament més senzilla de l'E-620, aquest model es deia E-600 i només estava disponible al mercat nord-americà. Les característiques que no estan presents a l'E-600 són els botons de funció il·luminats i tots els filtres artístics menys quatre.

## Galeria

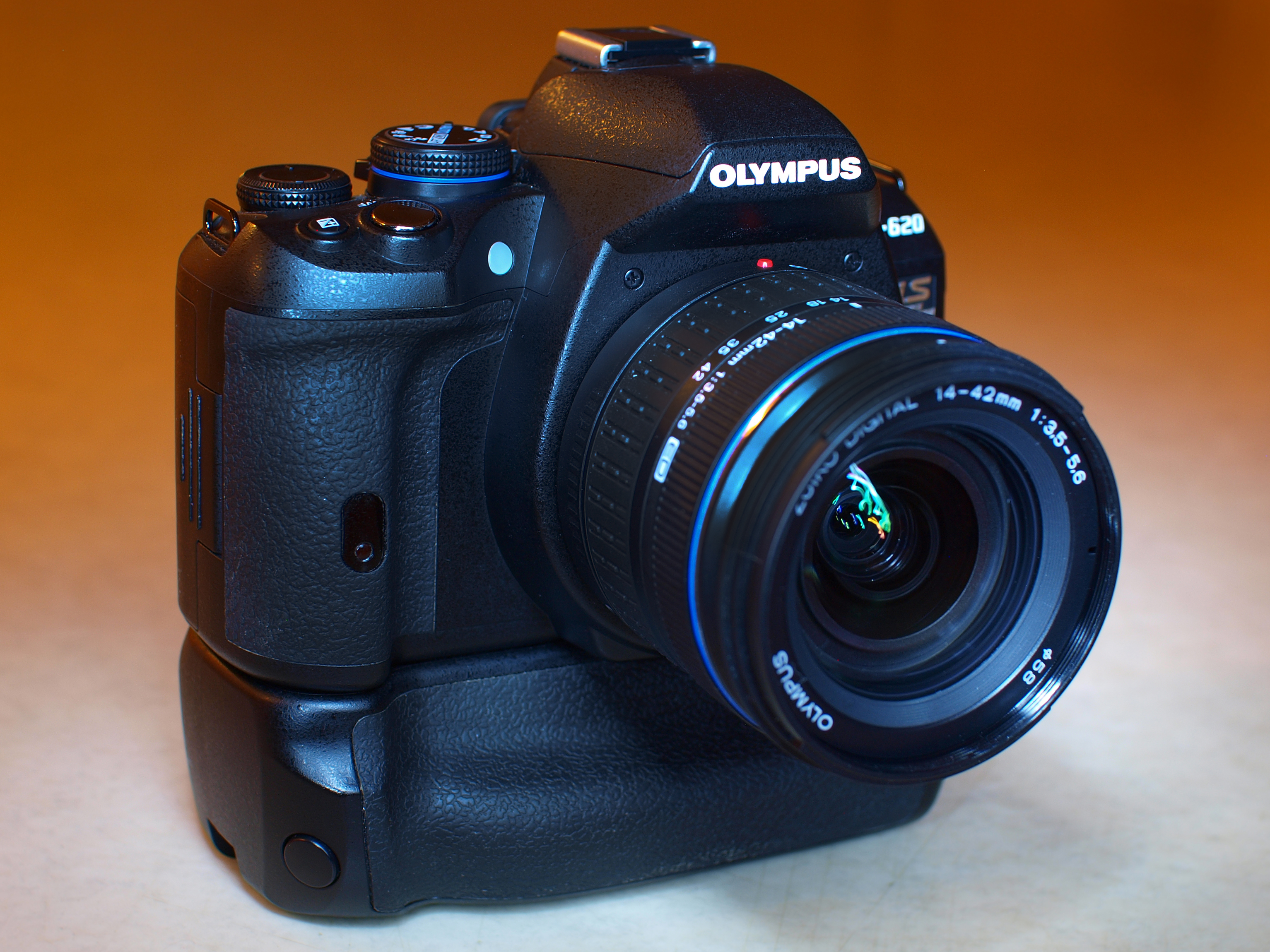
Empunyadura HLD-5
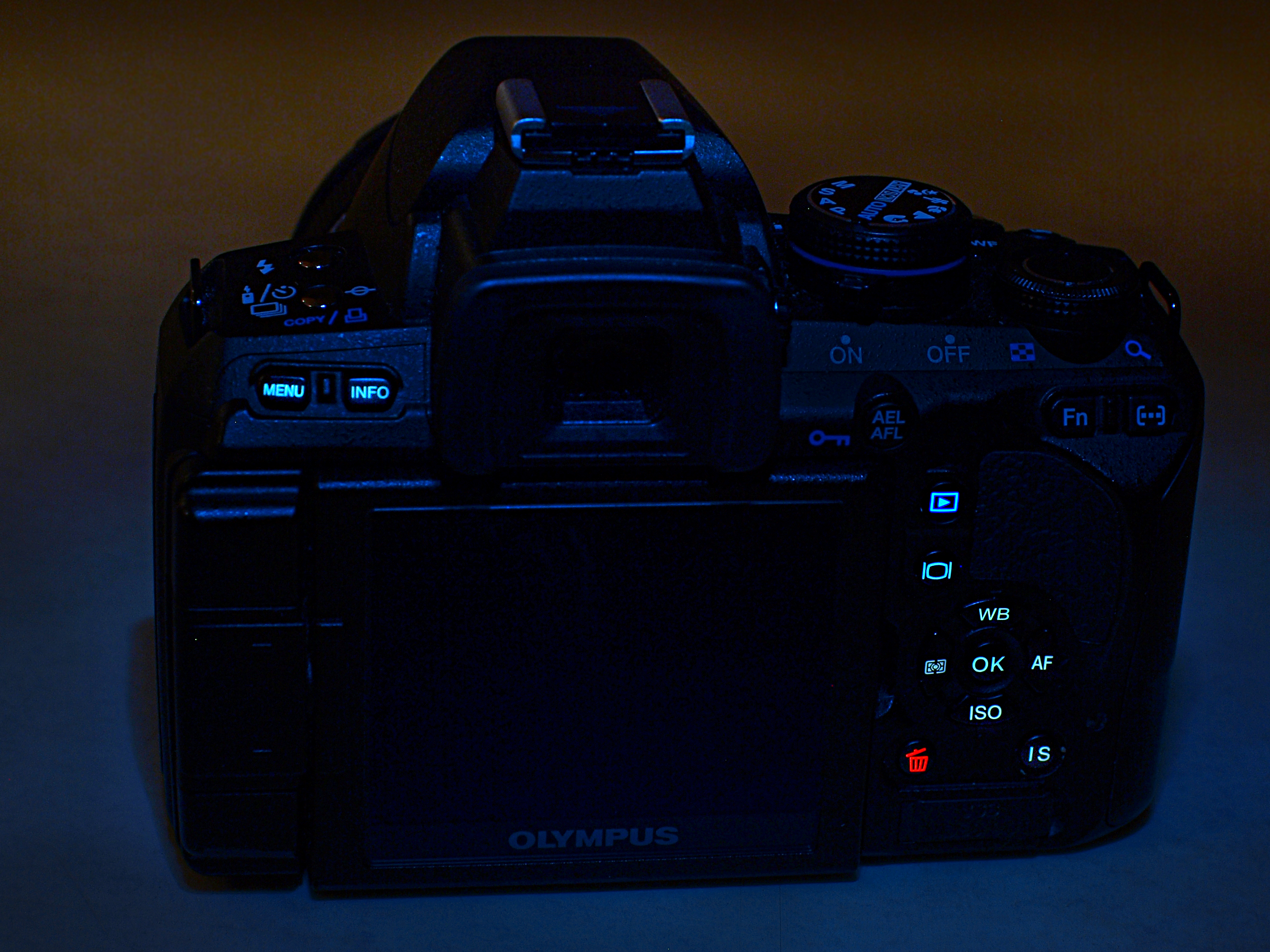
Botons il·luminats
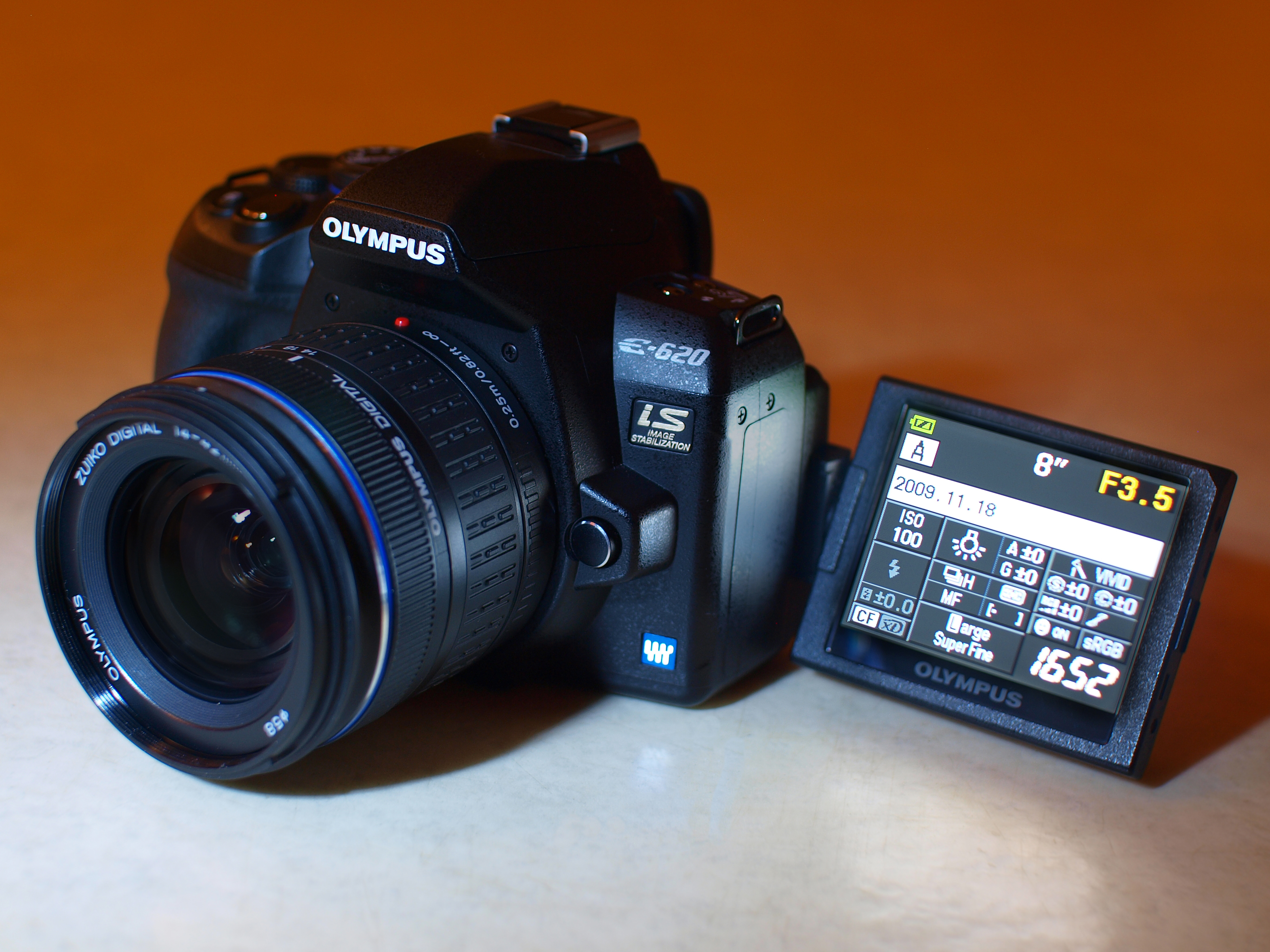
Pantalla LCD articulada